# Lisocabtagene maraleucel
Lisocabtagen maraleucel es una terapia contra el cáncer que está indicada en el tratamiento del linfoma B difuso de celulas grandes, linfoma B primario mediastínico de células grandes y linfoma folicular. Su uso fue aprobado por la Agencia de Alimentos y Medicamentos de Estados Unidos el 5 de febrero de 2021 y por la Agencia Europea de Medicamentos el 5 de abril de 2022. Es una inmunoterapia autóloga de linfocitos T modificados geneticamente, también llamada terapia de linfocitos T con CAR o CAR-T. Entre sus efectos secundarios se encuentra el síndrome de liberación de citoquinas y el síndrome de toxicidad neurológica asociado a la terapia con células inmunoefectoras.